# Chironomus reservatus
Chironomus reservatus är en tvåvingeart som beskrevs av Shobanov 1997. Chironomus reservatus ingår i släktet Chironomus och familjen fjädermyggor. Inga underarter finns listade i Catalogue of Life.